# Metrotape Vol. 1
Metrotape Vol. 1 è il secondo album in studio del gruppo musicale italiano Metro Stars, pubblicato nel 2007 dalla Vibrarecords.

## Tracce
1. Non c'è storia
2. Dillo ancora
3. Fallo tu Ft. Kaso
4. Giorni matti Pt. 2.1 Ft. Mondo Marcio
5. La scimmia
6. Boss Theory Ft. Kaso
7. React (L'alfabeto) Ft. Nico
8. Storia di Luca RMX
9. To the Top Ft. Bassi Maestro & Babaman
10. Mago Xebiur
11. Paranoia Ft. Lato Oscuro Della Costa
12. Il giorno dopo Ft. Massakrasta
13. Pappasong (Pimp theory)
14. Stasera esco Ft. Massakrasta & Lil'Dueplax
15. I love it Ft. OneMic
16. Swiss MC's Ft. Sisma Linea 23, Marcel Linea 23, RDC, Massakrasta, Lexico, Joel & Ciupi
17. Boss (Crookers version)
18. Non c'è storia fans club

Bonus Video
1. Lugano Remix
2. Corri